# Chōshi

Miasto zaznaczone na czerwono na tle prefektury

Chōshi (jap. 銚子市 Chōshi-shi) – miasto w Japonii, na wyspie Honsiu (Honshū). Znajduje się w prefekturze Chiba, u ujścia rzeki Tone do Pacyfiku. Ma powierzchnię 84,20 km². W 2020 r. mieszkało w nim 58 478 osób, w 25 515 gospodarstwach domowych  (w 2010 r. 70 225 osób, w 26 948 gospodarstwach domowych).